# Гардинер, Маргарет
Маргарет Гардинер (англ. Margaret Gardiner; род. 21 августа 1959, Кейптаун, Западно-Капская провинция) — южноафриканская модель и фотомодель, журналистка и королева красоты; победительница конкурса «Мисс Вселенная 1978 года».

## Биография
Маргарет Гардинер родилась 21 августа 1959 года в Южно-Африканской Республике в городе Кейптауне на юго-западе страны на побережье Атлантического океана, недалеко от Мыса Доброй Надежды.
В 1978 году она одержала победу на национальном конкурсе красоты «Мисс Южная Африка», что открыло её дорогу на международный конкурс «Мисс Вселенная 1978».
Конкурс «Мисс Вселенная 1978» прошёл 24 июля 1978 года в «Centro de Convenciones de Acapulco» в мексиканском городе Акапулько. Шоу вели Боб Баркер, Хелен О'Коннелл и Коринна Тсопей. За победу соревновалось 75 претенденток.

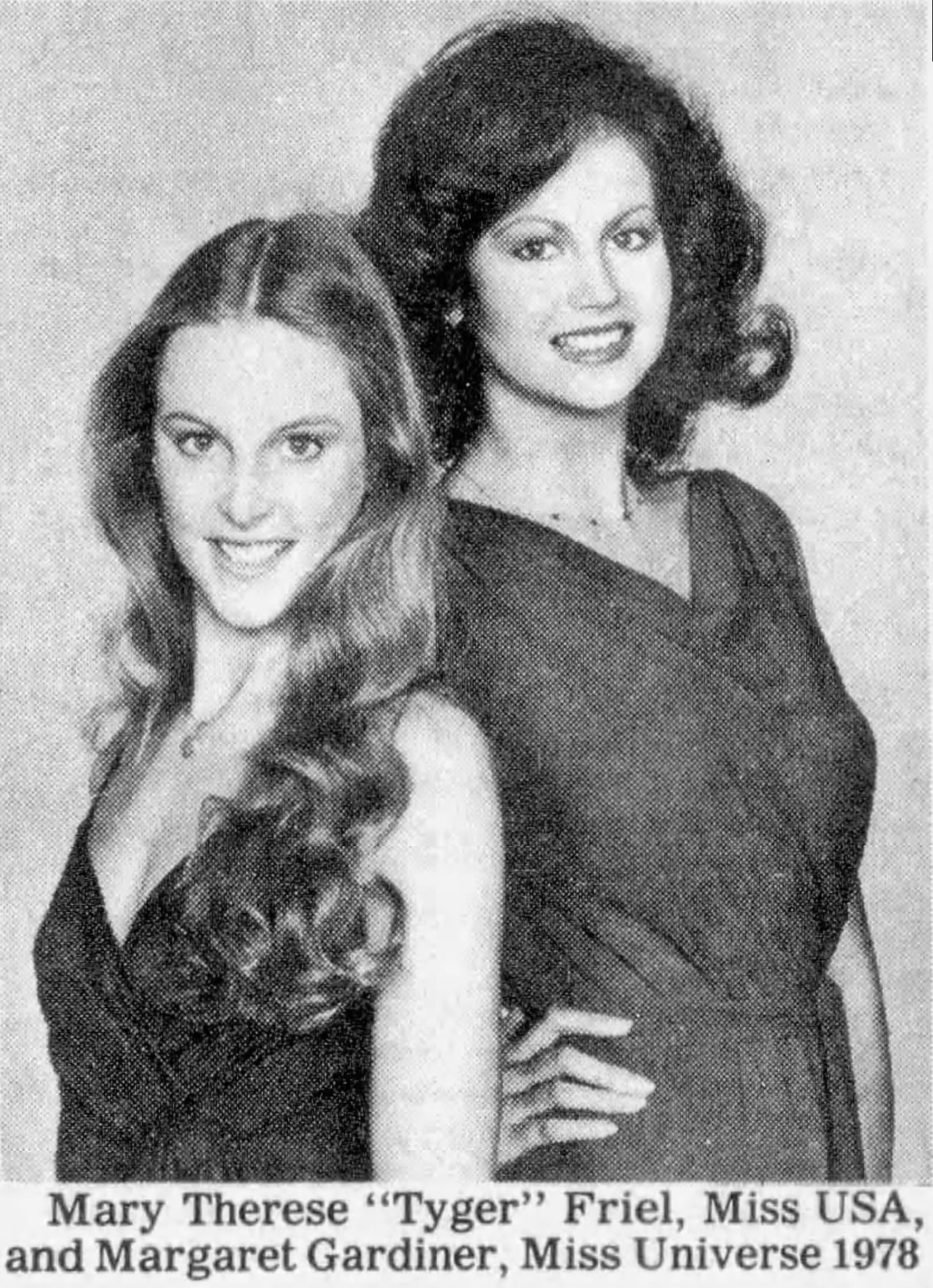
Маргарет Гардинер и «Мисс США 1979»
Мэри Тереза Фрил

После трёх этапов соревнования М. Гардинер вошла в пятёрку лучших, но была среди них только на четвёртом месте, но в итоге выиграла театрализованный конкурс и блестяще ответила на заключительный вопрос.
Победа восемнадцатилетней Маргарет Гардинер стала не только её триумфом, но и всей ЮАР: она стала первой обладательницей титула «Мисс Вселенная» из Южной Африки, и оставалась единственной несколько десятилетий, пока в 2017 году красавица-соотечественница Деми-Лей Тибоу не повторила её достижение. Её короновала Джанель Комиссионг — первая чернокожая женщина, выигравшая конкурс «Мисс Вселенная».

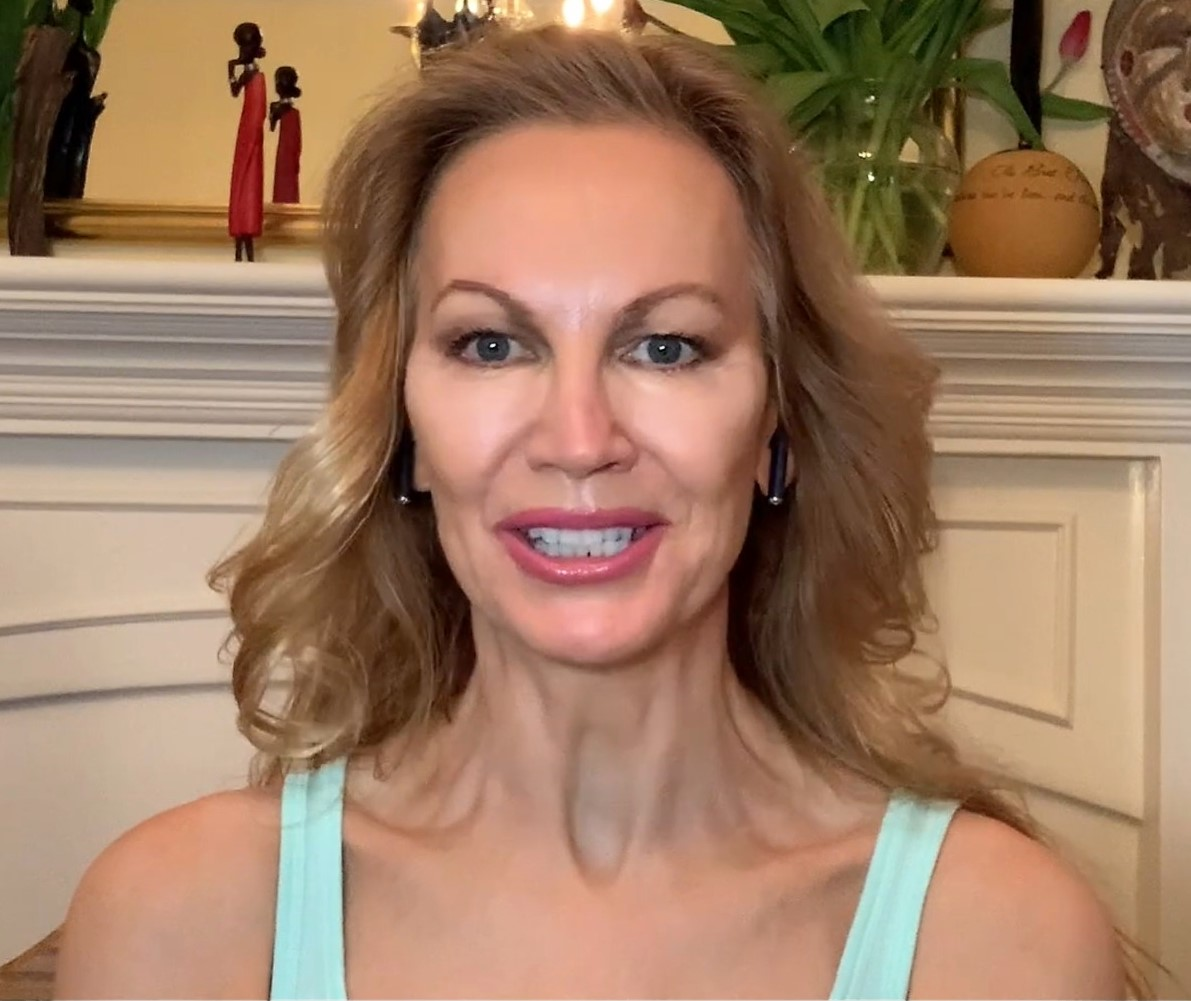
М. Гардинер на своём канале в YouTube (2021)

Маргарет Гардинер имеет степень бакалавра психологии Чарльстонского колледжа и является автором двух книг о здоровье и красоте.
Посещала собор Святого Георгия, где проповедовал англиканский архиепископ Кейптаунский (первый чернокожий епископ в ЮАР), лауреат Нобелевской премии мира Десмонд Туту.
Сейчас она работает журналистом в печати и на телевидении в Лос-Анджелесе. Маргарет Гардинер замужем за Андре Нелом, профессором педиатрии и общественного здравоохранения Калифорнийского университета (UCLA).